# ブルーインパルスジュニア

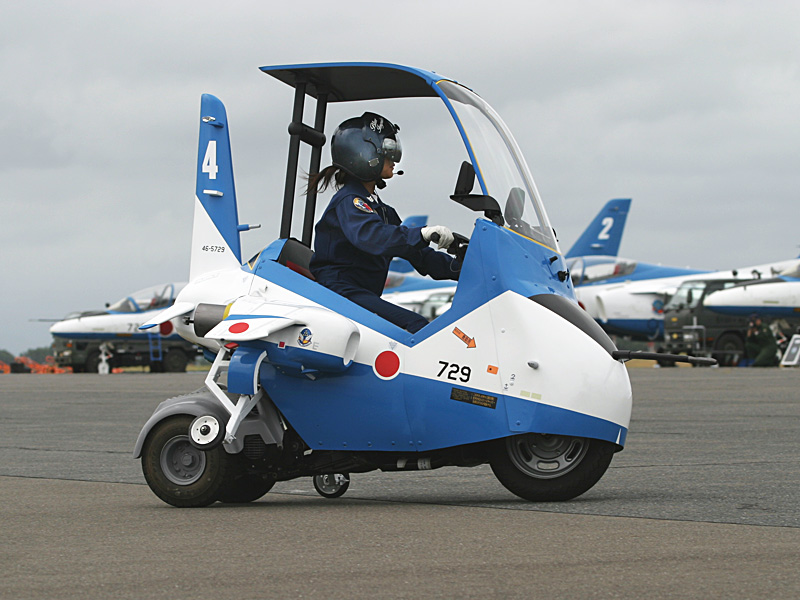
展示走行中のブルーインパルスジュニア

ブルーインパルスジュニア（Blue Impulse Junior）とは、航空自衛隊松島基地に所属するクラブ活動のひとつである。
改造バイクによる展示走行を行うチームで、1993年8月より松島基地で活動を開始、他の基地の行事にも参加するようになっている。

## 結成の経緯
1990年代の前半に那覇基地で開催された航空祭において、「ちびっ子ファイターパイロット」と称して、戦闘機スタイルに改造された原付オートバイが3台公開された。
この改造バイクを製作した2曹整備員は1992年に松島基地へ転属となったが、折りしもブルーインパルスの後継機種としてT-4の導入が決定し、機体デザインの一般公募も行われていた。T-4ブルーインパルス塗装のデザインが決定した際に、この2曹は同僚と相談した上で、改造バイクによる演技チームの結成を決意した。資金面の問題以前に、司令部からの許可が下りるかどうかが難問であったというが、第4航空団司令・整備補給群司令・整備隊長の理解が得られ、第11飛行隊整備小隊や整備補給群エンジン小隊の整備員などによって1992年3月に結成されたのが「ブルーインパルスジュニア」である。
後述するようにブルーインパルス仕様のT-4を模した改造バイクを使用しているが、ブルーインパルス仕様のT-4が初めて公開されたのは翌1994年の松島基地航空祭で、ブルーインパルスジュニアの方がT-4によるブルーインパルスより長い歴史を有することになる。

## 沿革
1993年（平成05年）8月21日に開催された「矢本町まつり」においてデビューした。翌8月22日に行われた松島基地航空祭は雨天のためヘリコプター以外の展示飛行はすべて中止となった中で、ブルーインパルスジュニアは3回にわたって展示走行を行った。1994年（平成06年）8月21日にはブルーインパルス仕様のT-4が初めて公開され、掛け声とともにブルーインパルスジュニアが飛び出す、という演出も行われた。
当初は自発的な隊員有志の同好会活動として扱われており、使用車両も廃車になったバイクを集めたものであったが、数年後には正式なクラブ活動として認められ、使用する車両についても新車が導入されるようになった。また、1994年（平成06年）10月8日の岐阜基地航空祭をはじめとして、他の基地でおこなわれるイベントにも参加するようになった。ただし、正式な部隊ではなくクラブ活動であることから、他基地へ展開する場合の機体や人員の移動には他の部隊から支援が必要になる。また、栃木県のツインリンクもてぎで開催されるインディジャパン300にもゲスト出演するなど、民間行事へ招待されることも多くなった。
ブルーインパルスジュニアに影響を受け、各基地においても「ジュニア」の結成が行われるようになった。
2011年（平成23年）3月11日に発生の東日本大震災により発生した津波で全車が水没し、以後の走行展示は休止されていたが、同年8月21日の東松島市で行われたイベントでは記念撮影用に車両展示を行い、ブルーインパルスが松島基地に帰還した後の2013年（平成25年）4月6日に東松島市商工会によって開催されたイベントにおいても車両展示が行われ、同年8月24日に開催された東松島夏祭りでは震災後初めて6台揃って参加した。
2014年（平成26年）9月24日に防衛省東儀仗広場で開催された航空自衛隊創設60周年記念広報イベントでは、静浜基地のT-7Jr.リトルウイングとともに展示走行を実施。ブルーインパルスジュニアは4台ではあるが震災後初の展示走行となり、披露された11の展示課目の中には航空自衛隊創設60周年を記念した新課目のクローバーも含まれていた。

## 活動内容
ブルーインパルス仕様のT-4を模したカウルを被せた原付オートバイ6台を使って、松島基地はもとより全国各地の航空祭でコミカルな「2次元アクロバット展示走行」を行っている。ただし、航空祭での展示走行時のナレーションでは「決して走っているのではなく飛んでいます」とされている。
演技はブルーインパルス同様にウォークバックから開始され、展示走行の後にウォークダウンで終了という構成となっている。また、ナレーションは男性の隊員が女性自衛官に扮して行っている。

## 使用車両

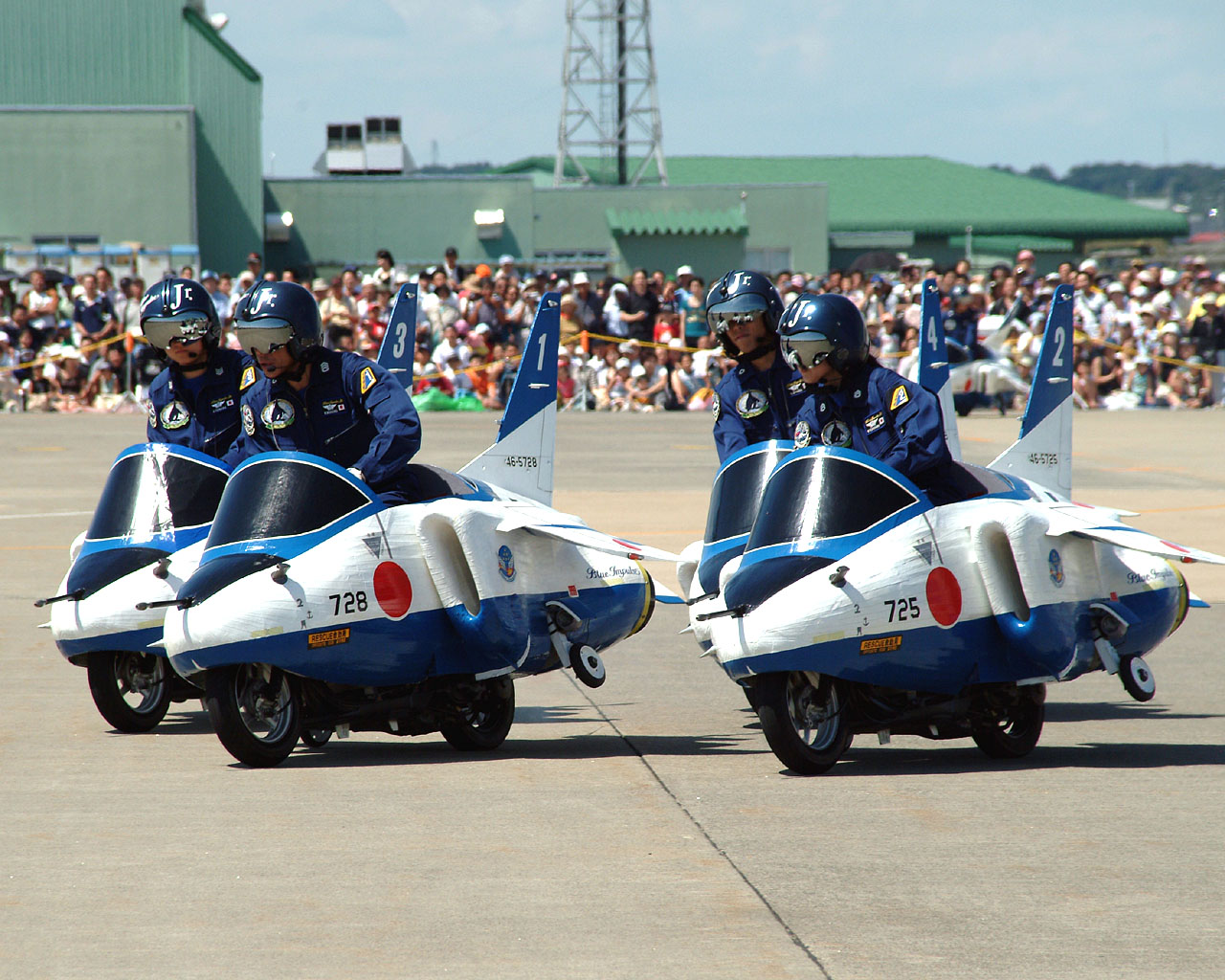
ホンダ・スーパーディオによる展示

活動を開始した時点では、前述のように廃車した車両を集め、アルミ枠を組んだ上にベニヤ板を張った上で、紙を貼ったものであった。その後、クラブ活動として正式に認められ、車両についても新車のホンダ・ディオが配備された。2007年からは3代目の車両としてホンダ・ジャイロキャノピーが配備され、耐久性を高めるために車体はFRP製となった。
車体はT-4の実機と同様に作りこまれ、アンテナ類やスモークオイルのノズルまで再現されている。そのスモークは再現が難しく、当初はビニール紐を束ねたものを小型扇風機を内蔵させて表現していたが、1998年からは花火を使用している。
改造費用は、部員のポケットマネーから捻出されている。

## 演技課目
演技課目は、ブルーインパルスのパロディや独自に考案した課目で構成された。
テイクオフ1番機から4番機がフィンガーチョップ隊形で離陸（発進）する。
ファン・ブレイク1番機から4番機がダイヤモンド隊形のまま高速で半円を描く。
タック・クロスダイヤモンド隊形の1番機から4番機の直前を単独機の5番機と6番機が左右に横切る 。
ガッタン・ガッタン1番機から6番機がトレイル隊形で進入し、1番機の「せーの」の掛け声で車体を左右に振る。
X交差会場左側から3機、3機の2列状態で進入し、会場中央で一斉に左右にクロスする演技を4回行う。
ナイフエッジ会場左右から3機同士で向かい合って進入し、そのまますれ違う。
ナイフエッジ・スペシャル会場左右から3機同士で向かい合って進入し、すれ違った瞬間に各機が180度反転する演技を2回行う。
ダイヤモンド・クロス会場左右に分かれた1番機から3番機と4番機から6番機が、会場中央で90度に交差する。
アクション仮面・スペシャル1番機から4番機のダイヤモンド編隊に単独機の5番機が1番機と2番機の間、6番機が1番機と3番機の間をクロスする。
水平ターン会場中央に立つナレーターを中心に6機が横一列になり、コンパスで円を描くように450度回転する。
チェンジ・オーバー・ターン6機がトレイル隊形で進入後、会場中央で360度旋回しながら密集したデルタ隊形に変わる。
魔のトライアングル1番機がデルタ隊形から120度旋回して5番機が先頭のデルタ隊形となり、次に120度旋回して6番機が先頭のデルタ隊形に変わる。
デルタエイト6機がデルタ隊形のまま会場に大きな「8」の字を描く。
レターエイトデルタエイト後のデルタ隊形から4番機が離脱して単独で「8」の字を描き、再びデルタ隊形に合流する。
デルタループデルタ隊形のまま停止し、パイロットがT-4のぬいぐるみが付いた棒を持ち、ループさせるように回す。
必殺仕事人『必殺仕事人』のテーマ曲が流れる中、大きく左右に分かれた4機（4機編成の演技時は2機）の間を、対向する方向からやってきた残りの機体がすれ違いながら通過する。
水平開花会場中央に立つナレーターに向かって6機がデルタ隊形で進入し、各機が6方向にブレイクする。
わたあめ会場中央に立つナレーターの周りを6機が時計回りに回転する。
ひまわりわたあめの演技から6機が反転して小さく円を描く。
スタークロス会場中央に立つナレーターに向かって6方向から進入して交差する。
ハート6機がトレイル隊形で進入し、機体尾部から水を流しながら3機と3機に分かれた後、会場にハートを描く。
ローリングしないコンバットピッチ6機がエシュロン隊形で進入して1機ずつ切れ込むようにターンする。
コークスクリュー編隊から離脱した5番機の後方にミニチュアの6番機を装着して回しながら走る。
ランディング観客の前を手を振りながらパスしてランディングする。

## 他のジュニア
ブルーインパルスジュニアの登場以降、各基地の航空祭では配備されている航空機を模した改造車両による展示走行が行われている。
設立経緯は様々であるが、ブルーインパルスジュニアと同じく地元のイベントに招待されるチームもある。
特に記載がないものはオートバイ改造である。

### 航空自衛隊

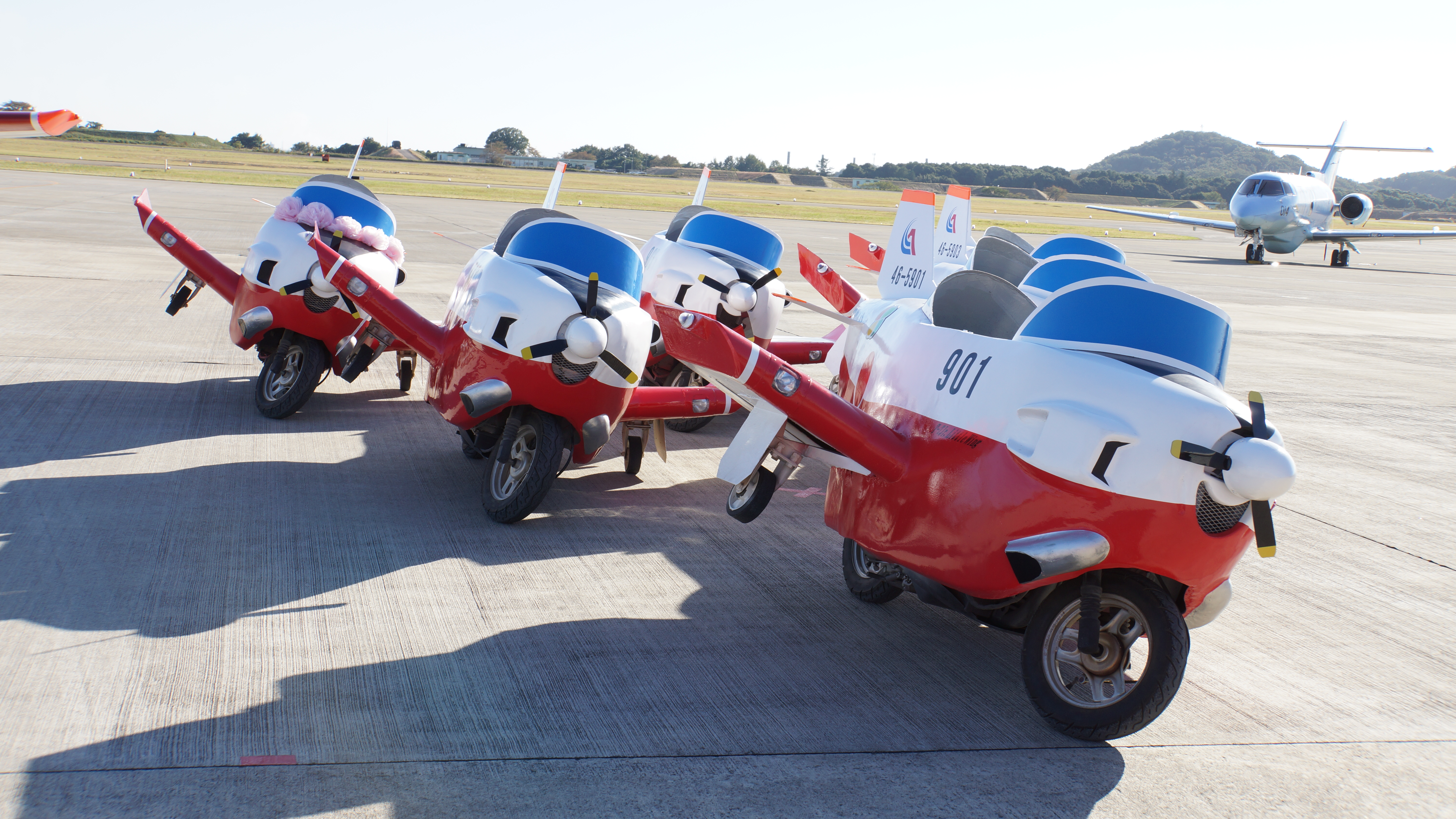
航空自衛隊T-7Jr

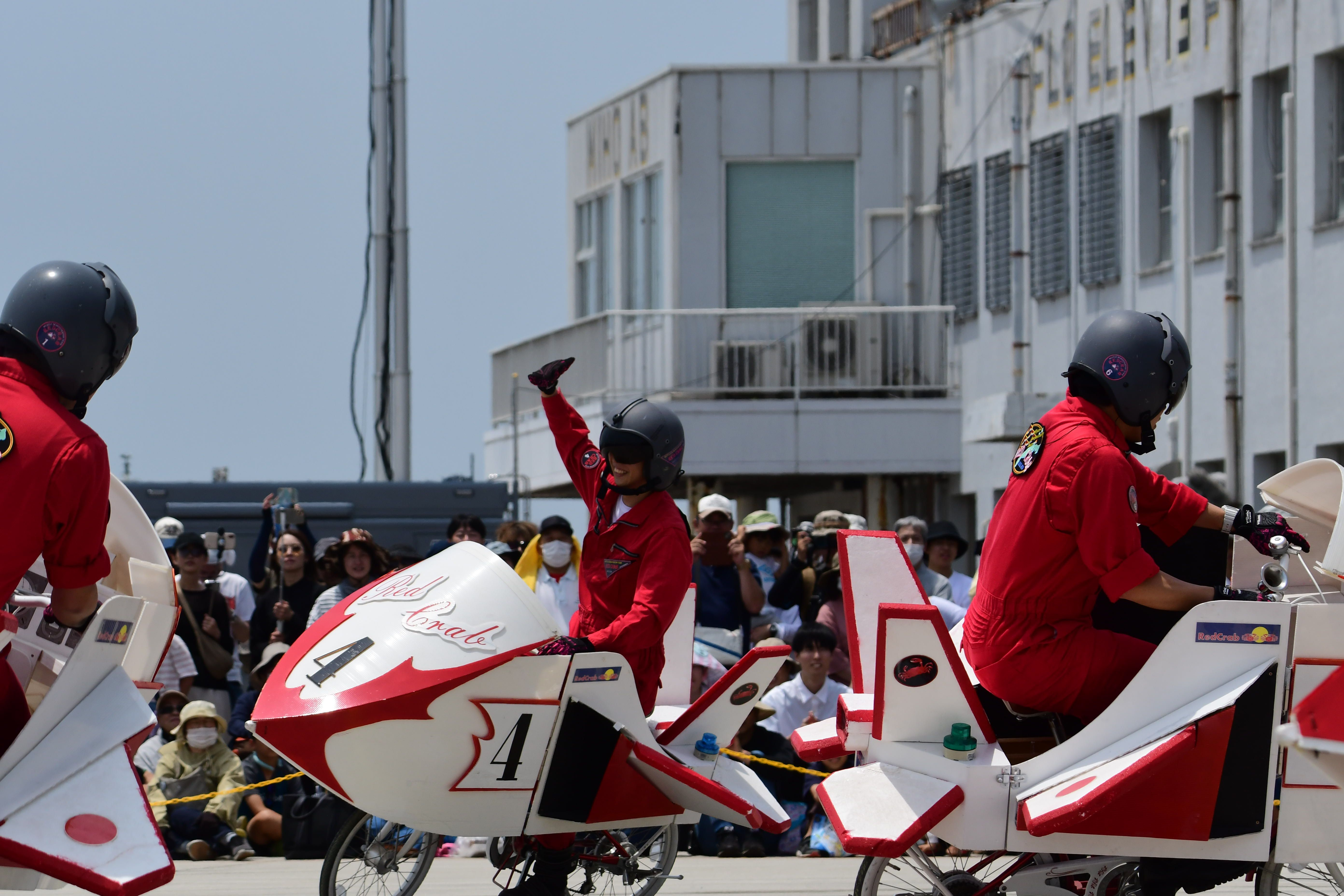
高尾山レッドクラブ

- C-130ジュニア（小牧基地）

軽自動車を改造したC-130ジュニアが編隊走行や貨物を投下する演目を展示。
- リトルウィング（静浜基地）

T-7ジュニアによる編隊走行の展示。
当初はT-3だったが、練習機がT-7に更新されたのに合わせカウルを変更しチーム名も決定した。
- F-2ジュニア（三沢基地）

F-2ジュニアが敵軍艦を空対艦ミサイルで撃破する対艦戦を展示。
- 高尾山レッドクラブ（高尾山分屯基地）

自転車にF-35を模したカウルを赤と白の2色で塗装し、編隊走行を展示。
航空機が配備されていない基地のジュニアである。
基地祭に来る予定だったブルーインパルスジュニアが直前になって派遣できないとの連絡を受け、当時の基地司令が自腹で自転車を購入し編成した。なお当日はブルーインパルスジュニアの都合がついたため初披露で共演となった。
以前はF-22やF-15のカウルだった。
クラブはクラブ活動ではなく山陰の名物であるベニズワイガニ（crab）の意味。赤い塗装であるため『レッドインパルス』との通称もある。
- AWACSジュニア（浜松基地）

E-767を模したトライクによる走行展示。
- UH-60Jジュニア（秋田分屯基地）

軽ライトバンに救難ヘリのUH-60Jを模した仮装を施したもの。メインローターやテールローターの回転ギミックも再現されている。
救難ヘリが要救助者を発見して救助し、病院へ搬送するまでの流れを展示する。

### 海上自衛隊

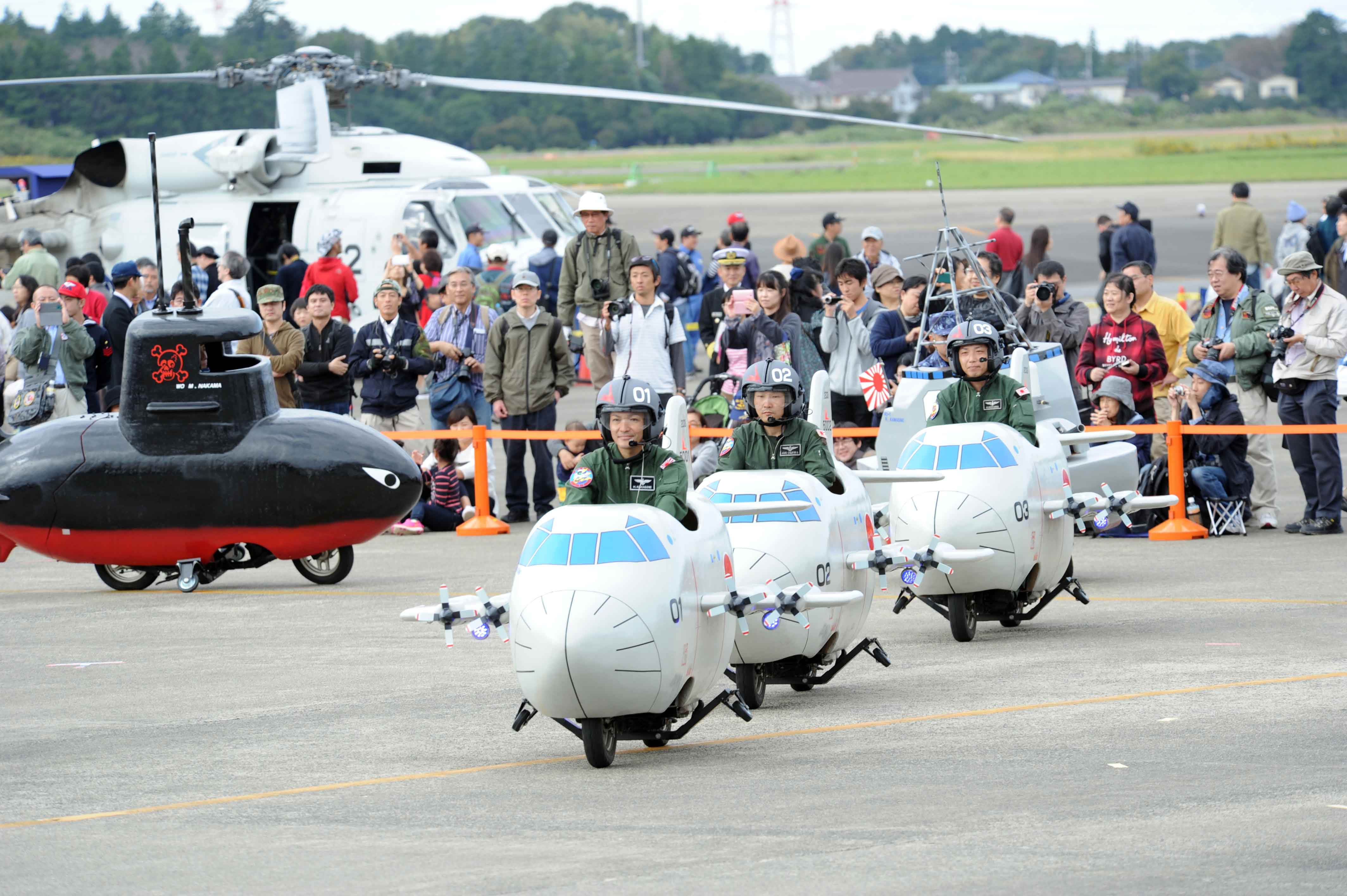
海上自衛隊ミニP-3C公演

- ミニP-3C（下総航空基地）

P-3Cジュニアの3機編隊とイージス艦ジュニアが連携し、敵の潜水艦ジュニアを索敵・撃破するという対潜戦を展示。
ジュニアは全て改造バイクだが発射される魚雷はラジコンである。潜水艦ジュニアには破壊を再現するギミックがありスモークも焚かれる。
厚木基地など他の基地で行われる航空祭にも参加している。

### 陸上自衛隊
- ハヤテジュニア（明野駐屯地）

AH-1 コブラを模した改造バイクによる編隊走行の展示。メインローターは回転しない。
- OH-1コメガ（明野駐屯地）

OH-1（愛称がオメガ）を模したカウルを原付に被せている。メインローターやフェネストロンが回転し、各種航空灯も発光する。
塗装は白ベースに赤いラインが入る初号機仕様。

### 観覧車両

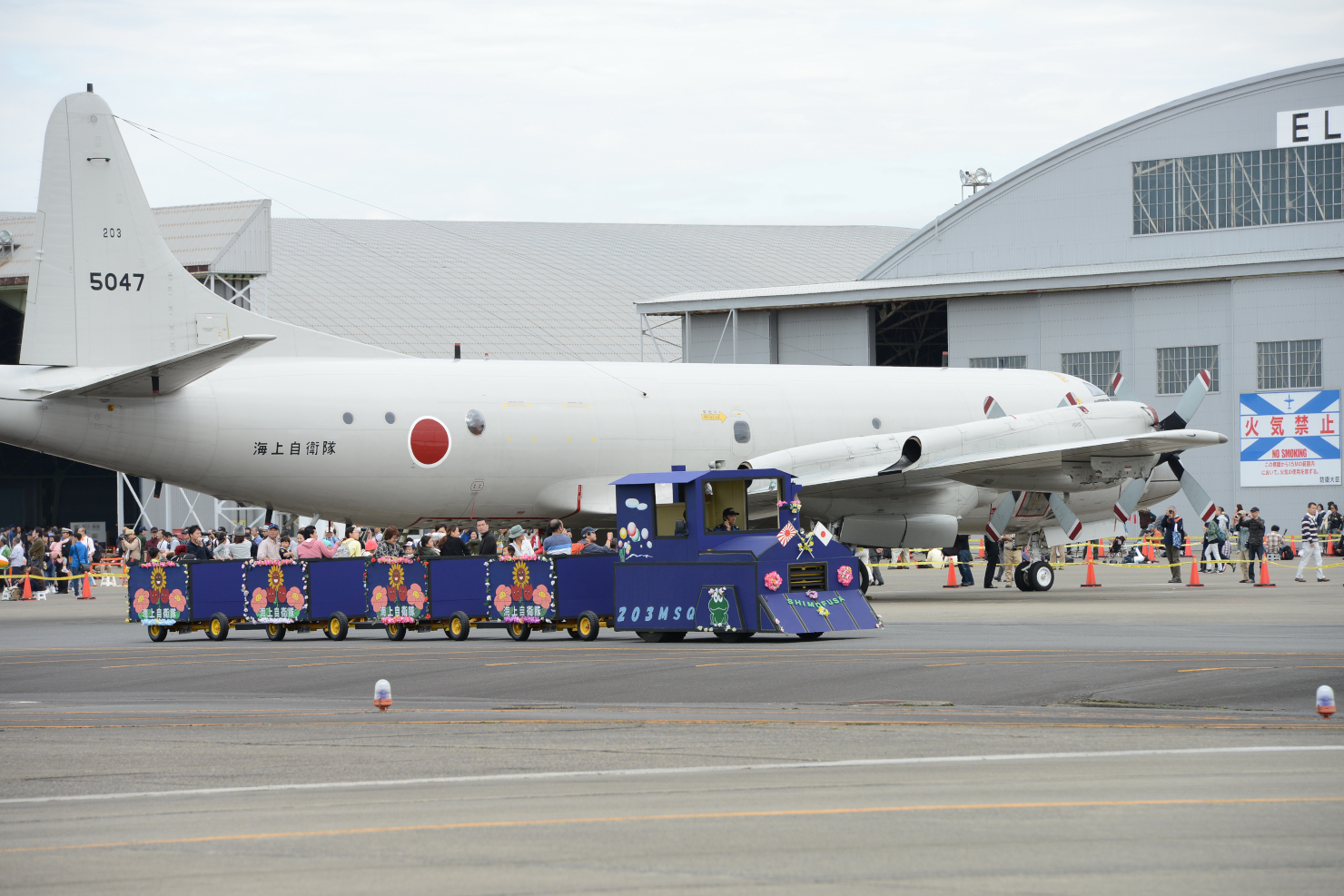
SL観覧車（下総航空基地）

航空祭では航空機用の牽引車で座席を設置した貨物トレーラを牽引し、エプロンを巡回するイベントが行われている。基地によっては装飾を施しているため花電車などとも呼ばれる。
- F-15・ブルーインパルス観覧車（百里基地）

牽引車にF-15やブルーインパルスを模したカウルを被せている。
- SL観覧車（下総航空基地）

牽引車にSLを模したハリボテを被せている。